# Lazo de Maróczy
|       |       |       |       |       |       |       |       |       |  |
|       | a8 rd | b8    | c8 bd | d8 qd | e8 kd | f8 bd | g8 nd | h8 rd |  |
| a7 pd | b7 pd | c7    | d7 pd | e7 pd | f7 pd | g7    | h7 pd |       |  |
| a6    | b6    | c6 nd | d6    | e6    | f6    | g6 pd | h6    |       |  |
| a5    | b5    | c5    | d5    | e5    | f5    | g5    | h5    |       |  |
| a4    | b4    | c4 pl | d4 nl | e4 pl | f4    | g4    | h4    |       |  |
| a3    | b3    | c3    | d3    | e3    | f3    | g3    | h3    |       |  |
| a2 pl | b2 pl | c2    | d2    | e2    | f2 pl | g2 pl | h2 pl |       |  |
| a1 rl | b1 nl | c1 bl | d1 ql | e1 kl | f1 bl | g1    | h1 rl |       |  |
|       |       |       |       |       |       |       |       |       |  |

El  Lazo de Maróczy, también denominado Anillo de Maróczy, o Muro de Maróczy, conocido en inglés como Maróczy Bind, traducido como ligadura de Maróczy, es una formación de peones en Ajedrez, que debe su nombre al Gran Maestro húngaro Géza Maróczy, y que se juega principalmente, aunque no de manera preferente, contra la Defensa siciliana.
Se caracteriza por la situación de peones blancos en c4 y e4, una vez el peón blanco en d ha sido cambiado por el peón de las negras en c. Los peones c y e de las blancas controlan la casilla d5, haciendo difícil para las negras liberar su posición con ... d5, las negras a menudo optan por hacer ... d6, y muy a menudo usan una formación tipo Erizo contra el Lazo.

## Historia de la formación
La primera partida conocida en la que se utilizó el Lazo de Maróczy fue Swiderski-Maróczy, en Montecarlo en 1904. Curiosamente, no se conocen partidas en las que en Maróczy jugara con esta formación con Blancas. La edición de marzo-abril de 1906 de la publicación Wiener Schachzeitung reproducía, de otra publicación húngara, Magyar Sakklap, recoge los comentarios de Maróczy en la partida Tarrasch-Marshall, en Núremberg en 1905 (la cual comenzó 1.e4 c5 2.d4 cxd4 3.Cf3 a6 4.Cxd4 g6 5.Ae2 Ag7 6.Cc3 Cc6). "En cuatro movimientos consecutivos (del 3 al 6), Maróczy destacó la importancia del movimiento c4".
Durante décadas, se consideró de forma generalizada que el planteamiento ofrecido por el Lazo era un grave error posicional para las Negras. La 4ª edición de Modern Chess Openings, publicada el 1925, refleja este pensamiento. Los autores consideran que en la defensa siciliana 2...Cc6 seguida de ...g6 ...Ag7 "era generalmente rechazada, pues permite a las Blancas obtener un gran control del tablero por la formación Maróczy".
Como ejemplo, Harry Golombek, en su libro Capablancas 100 Best Games of Chess (1947), otorga un signo de interrogación a la cuarta jugada de las Negras en la secuencia 1.e4 c5 2.Ce2 d6 3.d4 cxd4 4.Cxd4 g6, una forma de Variante del Dragón acelerado de la defensa siciliana, indicando que 4 ... Cf6 era "necesaria" para obligar a las Blancas a bloquear su peón en c con 5.Cc3, y así evitar el Lazo. Golombek otorga un signo de admiración en 5.c4, estableciendo el Lazo, explicando que «este fuerte movimiento da a las Blancas el control del centro y ahora las Negras tienen difícil el contraataque». Reuben Fine, en 1948, también consideraba el Lazo como una formación muy favorable para las Blancas.
A principios de la década de 1950, el Lazo de Maróczy comenzó a ser menos temido, cuando se encontraron nuevos métodos de las Negras para combatirlo. La 9.ª edición de Modern Chess Openings (1957) indicaba que las Negras se habían "soltado" de las ligaduras del Lazo. Larry Evans escribió en la 10.ª edición (1965) que en respuesta al dragón acelerado, el Lazo de Maróczy "ha perdido mucha de su fuerza. Las Blancas retienen ventaja de espacio, pero la posición de las Negras es firmemente asentada".
En la actualidad, ésta es la opinión generalizada, aunque algunos comentaristas han declarado recientemente que las Negras deben buscar un contrajuego activo, o si no serán "estranguladas". Nick de Firmian indica que 1.e4 c5 2.Cf3 Cc6 3.d4 cxd4 4.Cxd4 g6 5.c4 "conduce a un tipo de partida tranquila, más bien posicional", que 5.Cc3, "llevará a las Negras a acabar estranguladas si no buscan un juego más activo". Asimismo, Gari Kaspárov y Raymond Keene opinan que, "si las Blancas juegan sin errores, las Negras pierden posición en el tablero, y acaban estranguladas lentamente". Sin embargo, John Nunn y Joe Gallagher, por el contrario opinaban así: "Aunque el Lazo de Maróczy es algo pasivo para las Negras, jugadores como Larsen, Pétursson y Velimirović han demostrado que con paciencia, y esperando un error de concentración de las Blancas, esta línea puede ofrecer posibilidades de victoria a las Negras. La opinión teórica es que las Blancas deben mantener una ligera ventaja, pero nadie debe creer que esta es una línea en la que las blancas ganan siempre".

## Aperturas usuales que llevan al Lazo de Maróczy
Entre las aperturas en la que a menudo se deriva al Lazo de Maróczy, nos encontramos con:
- El Dragón acelerado de la defensa siciliana: 1.e4 c5 2.Cf3 Cc6 3.d4 cxd4 4.Cxd4 g6, seguido de 5.c4. (Véase el diagrama)
- La Variante Taimánov de la siciliana: 1.e4 c5 2.Cf3 e6 3.d4 cxd4 4.Cxd4 Cc6, seguido de 5.Cb5 d6 6.c4.
- La Variante Kan de la siciliana: 1.e4 c5 2.Cf3 e6 3.d4 cxd4 4.Cxd4 a6, seguido de 5.c4.
- La Variante Petrosian de la defensa india de dama: 1.d4 Cf6 2.c4 e6 3.Cf3 b6 4.a3 Aa6 5.Dc2 Ab7 6.Cc3 c5 7.e4 cxd4 8.Cxd4.
- La Variante clásica de la Defensa Nimzo-India: 1.d4 Cf6 2.c4 e6 3.Cc3 Ab4 4.Dc2 c5 5.dxc5, seguido posteriormente por e4.
- La Variante Moscú de la siciliana: 1.e4 c5 2.Cf3 d6 3.Ab5 + Ad7 4.Axd7 Dxd7 5.c4, seguido de d4 y ... cxd4.
- En la formación Erizo, el oponente (normalmente las Blancas) pueden optar por el Lazo de Maróczy, por ejemplo: 1.c4 c5 2.Cf3 Cf6 3.g3 b6 4.Ag2 Ab7 5.Cc3 e6 6.0-0 a6 7.d4 cxd4 8.Dxd4 d6 9.e4 Ae7 10.b3 Cbd7.
- La Variante Chekhover de la defensa siciliana: 1.e4 c5 2.Cf3 d6 3.d4 cxd4 4.Dxd4 Cc6 5.Ab5 Ad7 6. Axc6 Axc6 7.c4.
- La Variante del avance del Gambito Smith-Morra declinado: 1.e4 c5 2.d4 cxd4 3.c3 d3 4.c4.